# 陳耀祖 (化學家)
陈耀祖（1927年3月8日—2000年11月24日），男，湖南长沙人，中国分析化学家，中国科学院院士。曾获国家科学大会奖2项、国家教委科技进步奖二等奖3项及其他省部级奖励多项。

## 生平
1927年3月2日生于湖南长沙。
1949年毕业于浙江大学化学系。
1950年代任教于上海复旦大学化学系。先后担任浙江大学药学院院长，浙江大学、兰州大学化学系教授、博士研究生导师。
1991年当选为中国科学院学部委员（院士）。
2000年11月24日逝世。

## 专著[1]
- 《半微量有机分析》
- 《近代有机定量分析》
- 《有机微量定量分析》
- 《有机分析》
- 《有机质谱原理及应用》

## 科研成果[1]
- 反应质谱立体化学分析法
- 为测定有机分子的绝对构形、差向异构、顺反异构、苏赤式异构和构象提供了一种快速超微量手段，开辟了质谱分析新用途。
- 运用波谱分析技术结合化学反应分析了几十种西北地区药用植物化学成分，其中有6种有新的结构骨架，丰富了天然产物有机化学。
- 发展了快原子轰击－串联质谱法测定糖甙结构。
- 建立了闪蒸/气相色谱/质谱和微量预吸附/气相色谱/质谱分析植物挥发油和鲜花头香的微量技术。
- 建立了抗癌物自旋标记分析法，为此类药物药理研究提供了一种新的灵敏易行的分析手段。